# Terebra vinosa
Terebra vinosa is een slakkensoort uit de familie van de Terebridae. De wetenschappelijke naam van de soort is voor het eerst geldig gepubliceerd in 1889 door William Healey Dall.